# Tinlot
Tinlot est une commune francophone de Belgique située en Région wallonne dans la province de Liège, au cœur du Condroz.
La commune est le résultat de la fusion d'Abée, Fraiture, Ramelot, Seny, Scry et Soheit-Tinlot en 1977. Les six villages ont gardé les caractéristiques typiques du Condroz.

## Géographie

### Sections de commune
| # | Nom           | Superf. (km²) | Habitants (2020) | Habitants par km² | Code INS |
| - | ------------- | ------------- | ---------------- | ----------------- | -------- |
| 1 | Soheit-Tinlot | 8,86          | 629              | 71                | 61081A   |
| 2 | Ramelot       | 5,10          | 256              | 50                | 61081B   |
| 3 | Abée          | 9,81          | 604              | 62                | 61081C   |
| 4 | Fraiture      | 6,67          | 772              | 116               | 61081D   |
| 5 | Seny          | 6,81          | 474              | 70                | 61081E   |

### Géographie et description de la commune
La commune de Tinlot se trouve en sein du Condroz liégeois. Elle épouse donc le relief de cette région fait de tiges (crêtes) et de chavées (dépressions).
Elle est traversée par deux routes nationales qui se croisent au milieu de la commune (à Tinlot). Il s'agit de la N.63 Liège-Marche-en-Famenne et de la N.66 Huy-Hamoir.
Tinlot était la moins peuplée des 84 communes de la province de Liège. Mais la commune connaît un essor important depuis quelques années. Les bonnes connexions routières et le cadre rural attirent de nouveaux habitants, ce qui fait que l'écart avec Wasseiges et Trois-Ponts s'est réduit. De 2000 à 2008, la population a augmenté de 2 256 à 2 436 habitants. Depuis le 1er janvier 2014, avec 2 609 habitants, elle n'est plus la commune la moins peuplée de la province. C'est Trois-Ponts (2 550 habitants) qui lui succède.
Mis à part des carrières et fours à chaux ouverts au XIXe siècle et une brève exploitation du fer, l'agriculture a toujours été l'activité économique la plus importante jusqu'aujourd'hui : céréales, plantes fourragères et betteraves sucrières.

### Géographie et description du village
Le village de Soheit-Tinlot se trouve au carrefour des routes nationales 63 et 66. Une déviation de la N63 a permis une meilleure fluidité du trafic et une plus grande quiétude dans la rue du Centre. Soheit-Tinlot compte 580 habitants au 1er janvier 2014.

### Communes limitrophes
|        | Nandrin | Anthisnes |
| Modave | Tinlot  |           |
|        | Clavier | Ouffet    |

## Démographie

### Démographie: Commune fusionnée
En tenant compte des anciennes communes entraînées dans la fusion de communes de 1977, on peut dresser l'évolution suivante :
Les chiffres des années 1831 à 1970 tiennent compte des chiffres des anciennes communes fusionnées.
- Source: DGS , de 1831 à 1981=recensements population; à partir de 1990 = nombre d'habitants chaque 1 janvier[2]

## Histoire
Les époques romaine et mérovingienne ont laissé des vestiges dans l'archéologie locale (sculptures). L'histoire écrite de Seny commence vers 1100, Seny fut possession de l'abbaye de Saint-Trond. L'avouerie appartenait au comté de Durbuy, à celui de Luxembourg (1334), à la principauté de Liège puis au comté de Namur (1360) et en 1756 au duc d'Ursel.
Les six communes ont été créées à l'époque de l'annexion à la France après la Révolution française en 1795, intégrées dans le département de l'Ourte. L'administration du Royaume des Pays-Bas, en 1815 et la Belgique, en 1830, ont maintenu cette division administrative jusqu'à la fusion des communes en 1977.

## Héraldique
|  | La commune possède des armoiries qui ne semblent pas avoir été officiellement octroyées. La nouvelle commune issue de la fusion des communes du 1er janvier 1977 a été ainsi nommée selon l'état de Tinlot. Cet état était une possession de la famille Van Eynatten de 1530 à 1653. Les armoiries sont donc celles de la famille Van Eynatten, une importante famille médiévale originaire de Eynatten. Ces armoiries avaient été octroyées à la commune de Eynatten le 28 mai 1956. Elles étaient blasonnées : « D'argent à la bande de gueules accompagnée de six merlettes du même rangées en orle - l'écu surmonté d'un heaume d'argent grillé, colleté et liseré d'or, doublé et attaché de gueules, taré de front, aux bourrelet et lambrequins d'argent et de gueules. Cimier : une merlette de l'écu, entre deux proboscides coupées alternativement d'argent et de gueules ». Blasonnement : D'argent à la bande de gueules accompagnée de six merlettes du méme rangées en orle. Source du blasonnement : Heraldy of the World. |

## Politique et administration

### Conseil et collège communal 2024-2030
| Collège communal   |                    |                           |
| ------------------ | ------------------ | ------------------------- |
| Bourgmestre        | Christine Guyot    | MR - Tinlot Participation |
| 1er Échevin        | Dominique Albanese | Tinlot Participation      |
| 2e Échevine        | Denis Craisse      | Tinlot Participation      |
| 3e Échevin         | Grégory Racelle    | Tinlot Participation      |
| Présidente du CPAS | Cécile Valgaerts   | Tinlot Participation      |

## Patrimoine et culture

### Monuments et lieux d'intérêt
- Le château de Tinlot.
- Le château de Tillesse à Scry.

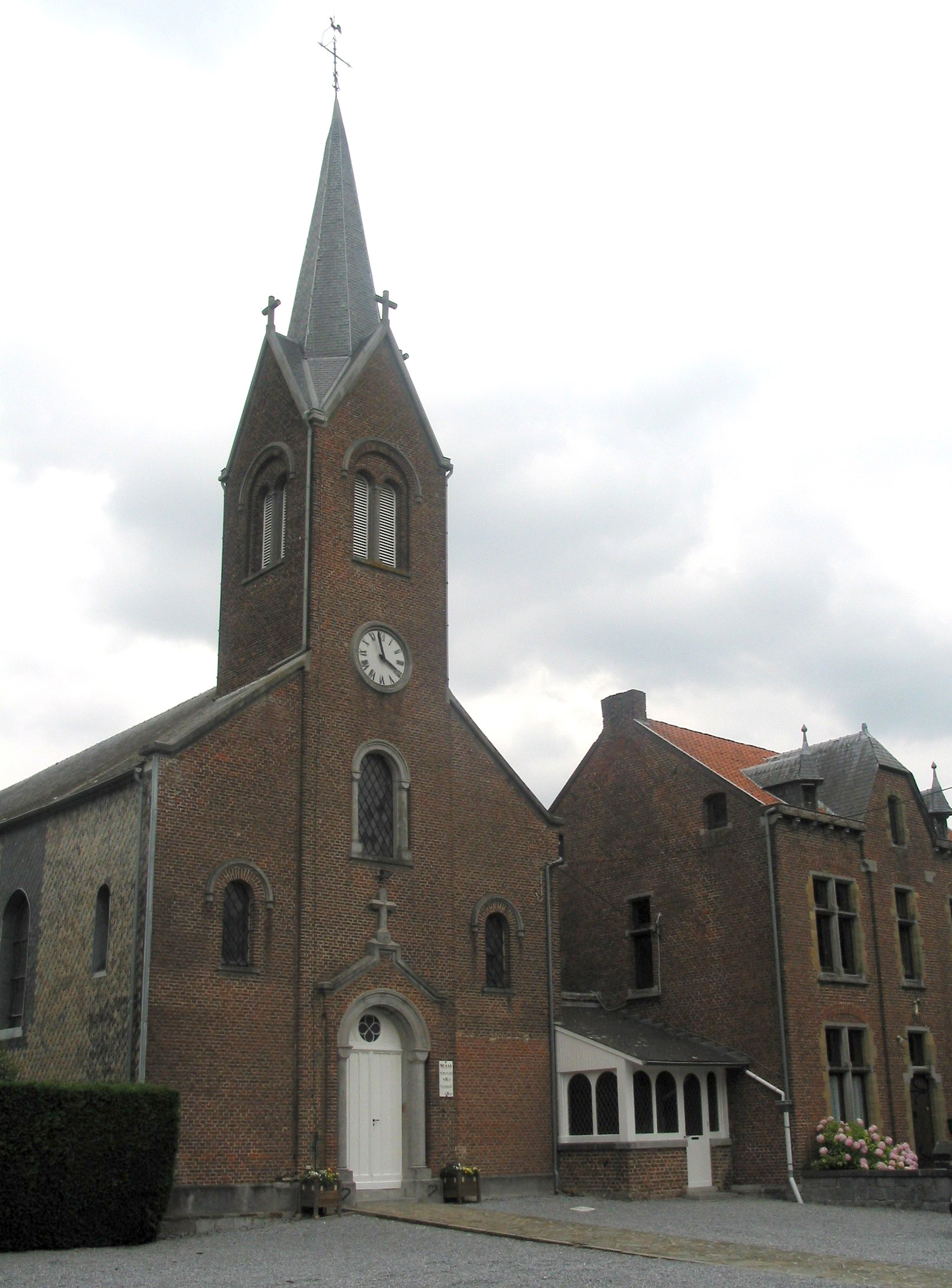
L'église Saint-Maurice de Soheit-Tinlot.

- La place du Batty à Seny (classée en 1984) autour d'un parc ombragé de tilleuls, d'ormes et de peupliers et entourée de belles fermes typiquement condrusiennes.
- Le monument commémoratif à la résistance dû à Adolphe Sprumont de Nandrin sur la place du Batty.
- L'église Notre-Dame de Ramelot.
- L'église Saint-Martin et la chapelle Saint-Pierre à Scry.
- Le tumulus de Ramelot.